# 유수프 누르키치
유수프 누르키치(보스니아어: Jusuf Nurkić, 1994년 8월 23일~)는 보스니아 헤르체고비나의 농구 선수로 포지션은 센터이다. 현재 전미 농구 협회(NBA)의 피닉스 선스 소속으로 활동하고 있다.